# 李瓒 (北魏)
李瓒（？—？），字道璋，北魏陇西郡狄道县（今甘肃省临洮县）人。李宝曾孙，李承之孙，李韶之子，李玙、李瑾之弟。

## 生平
李瓒出自陇西李氏姑臧房，在北魏担任司徒参军事。魏孝明帝神龟年间，李瓒卒。

## 家庭

### 子
- 李脩年，大将军开府士曹参军

### 女
- 李氏，魏孝明帝世妇[1]